# Tvilum Kirke
Tvilum Kirke eller Tvilum Klosterkirke ligger ved Gudenåen i Tvilum Sogn, Tidligere Gjern Kommune, Gjern Herred, Skanderborg Amt, nu Silkeborg Kommune, Århus Stift.
Præst siden medio 2020 er Kristoffer Uhre Knattrup.
Kirken er den sidste rest af et augustinerkloster, der blev grundlagt i midten af 1200-tallet og var viet til Jomfru Maria. Kirken har dannet nordfløjen til klosteret og står som et langhus uden tilbygninger opført i munkesten. De to østlige fag stammer fra midten af 1200-tallet. I slutningen af 1200-tallet blev den vestlige del af kirken opført. I østgavlen ses en korsblænding flankeret af rundbuede højblændinger. I vestmuren er indmuret to romanske tympanoner, som man har opbevaret på Tvilumgård og som formodentlig stammer fra den nu nedbrudte Ladegårdskirke.
Klosterkirken har været nordfløj i et ret omfattende klosteranlæg, der er grundlagt ved Gudenåen, formodentlig for at lette transporten af byggematerialer, som i middelalderen blev fragtet ad vandveje, da vejene ikke kunne passeres med tunge læs. Placeringen ved Gudenåen har også været gunstig for transport til og fra klosteret, dog er bygningerne ikke placeret direkte ved Gudenåen, hvilket kunne tyde på, at klosteret har haft en vandmølle, der kunne trække tærskeværk og møllehjul. Datidens munke havde teknisk viden og kunne konstruere vandmøller, der kunne udføre arbejde, som tidligere var blevet udført ved håndkraft. Dette gav klostrene en fordel i forbindelse med deres selvforsyning og gjorde dem samtidig vigtige i lokalområdet.

## Udgravninger
I 1904 foretog Nationalmuseet udgravninger syd for kirken og konstaterede bygningsrester. I 1983 var bygningen stærkt nedbrudt og man besluttede at foretage en hovedistandsættelse i perioden 1985-95. Herunder udførte man prøvegravninger på kirkegården syd for kirken. Sammen med graverens observationer gav disse prøvegravninger mulighed for at optegne et rids af klosteret. Man kan konstatere, at kirken knap dækker nordfløjen i klosterkomplekset. Desuden fandt man ingen syddør til klostergangen ved undersøgelser af murværket. Det menes derfor, at kirken oprindelig har været sydfløj i et oprindeligt klosterkompleks nord for kirken, dette er dog endnu ikke konstateret.

## Teglovn
Ved gravhøjen, som kaldes Teglhøjen, har man udgravet en større teglovn, som formodentlig har været i brug under byggeriet. Ovnen er blevet fyldt med formede mursten i ler til fire meters højde, derefter er stenene blevet dækket til og langsomt blevet varmet op, efter tre til fire døgn har brændingen været færdig og man har formodentlig fået 15-20.000 sten ud af én brænding. Til sammenligning ved man, at der blev brugt 3 millioner sten til opførelsen af Roskilde Domkirke.

## Hvælv
Ved undersøgelsen af bygningen fandt man tegn på, at hvælvene i den østlige er blevet indbygget samtidig med opførelsen af kirken. I østvæggen ses en smuk dobbeltniche med trekløverbue. Undersøgelserne af gulvet tyder desuden på, at kirken er blevet ændret radikalt i slutningen af 1400-tallet ved fjernelse af en lektoriemur foran koret så udsynet fra skibet til alteret er blevet frit, formodentlig er det sket i forbindelse med opstillingen af den nuværende altertavle, som har været en så stor begivenhed, at man ønskede at dele den med menigheden.

## Altertavle og prædikestol
Fløjaltertavlen med skårne figurer er sengotisk og dateres til omkring 1480, den er muligvis skåret af Bernt Notke; i midterskabet ses Nådestolen flankeret af Maria og Johannes, i fløjene ses apostle og fire gejstlige helgener, i fodstykket ses Pieta og otte nødhjælpere, baldakinen er tilføjet senere, den bærer våben for Peder Rosenørn og Anna de Hemmer. Altertavlen blev restaureret i 1691 under Peter Rosenørn og i 1858 under lensgreve Emil Frijs til Frijsenborg. Prædikestolen er fra omkring 1620, i felterne se malerier af Ingolf Røjbæk fra 1956. På østfagets nordvæg ses epitafium over Peder Rosenørn (død 1706) og Anna de Hemmer.

## Kalkmalerier
Under den store istandsættelse undersøgte man væggenes kalklag og konstaterede 6 dekorationslag, alle har dog ikke dækket hele kirken, så flere dekorationer har stået fremme samtidigt. I slutningen af 1200-tallet har væggene stået i blank mur med en rød lasurovermaling og hvidt optrukne fuger, hvælvene har været kalket hvide. I midten af 1300-tallet er afgrænsede områder af væggene blevet overkalket og blevet dekoreret med våbenskjolde. På 1.fags nordvæg ses en våbenfrise hvoraf kan genkendes våben for slægten Muli (det nederste af et kohoved kan ses), der kendes en Peder Bjørnsen Muli i Jylland fra 1346. Det næste våben er for slægten Skiernov med en skråbjælke i form af strømmende vand, Rudolf Skiernov nævnes som væbner i Sønderjylland. Våbenfrisen på 1.fags nordvæg afbrydes af Kristoffer med Jesusbarnet på skulderen inden de to sidste våben.
På skibets sydvæg i 2.fag ses en del af våbenfrisen, her genkendes den syvtakkede stjerne for slægten Gyldenstjerne. Adelsslægten kendes fra 1200-tallet, den blev en af landets rigeste og mægtigste. I Danmark ejede slægten bl.a. godserne Store Restrup, Nørre Vosborg og Tim i Jylland samt Svanholm og Lyngbygård i Skåne. På 2.fags nordvæg ses et lille fragment af et skjold og oven over teksten WOLDOMARUS RE(X), i Vor Frue Kirke i Aarhus ses en våbenfrise, som er nogenlunde samtidig med våbenfrisen i Tvilum, her ses et våben og teksten DOMICELLUS WALDEMARUS (junker Valdemar), skrifttypen er identisk og Valdemar Atterdag kaldte sig Junker Valdemar indtil han blev kronet i 1340, det antages at våbenet i Tvilum er for Valdemar Atterdag efter han blev kronet til konge. I alt har der været 45 våben i Tvilum.
Over en gjordbue ses det øverste af et Kristus-hoved, muligvis stammer det fra udmalingen omkring 1300. I en hvælvkappe ses et havfruelignende væsen, det kan ligeledes stamme fra omkring 1350 men er dog mere sandsynligt fra slutningen af 1400-tallet da den dekorative udsmykning i vestfagets hvælv blev udført.

## Døbefont
Den romanske granitfont har tredelt udsmykning under mundingsranden, akantusranke, båndfletning og ringkæde nederst på kummen ses arkader, den firkantede fod har tovsnoning om felterne og hjørnehoveder, som enten er nedslidte eller ikke færdiggjort. (Mackeprang s. 338). Fonten er registreret i Mackeprang – Nord og Sønderjylland – Sønderjyske rankefonte – Smågrupper og enligtstående.
Fontene i Gjern, Vejerslev og Tvilum har alle ringkæden som udsmykning, i Gjern udelukkende ringkæden, i Tvilum og Vejerslev tredelt akantus, båndfletning og ringkæde. Ringkæden er en spændende udfordring, som endnu ikke har fundet sin tolkning. Den findes også på en korbuekragsten i Hvirring Kirke, hvor der ligeledes er akantus og båndfletning samt på en portal i Vindblæs Kirke (Gjerlev Herred) ved Mariager Fjord. Tvilum, Vejerslev og Gjern ligger i nærheden af hinanden og tæt ved Gudenåen, Hvirring ligger geografisk isoleret fra disse tre kirker men ligger dog ved Gudenåen, og udførelsen er så tæt på Tvikum og Vejerslev, at Mackeprang mener, det må være samme mester. Vindblæs har intet sammenhæng med de øvrige kirker og udførelsen af ringkæden er så forskellig, at der næppe kan være tale om samme mester. Mackeprang nævner desuden en ødelagt nordportal i Alsted Kirke (Morsø Nørre Herred). Søren Nancke-Krogh nævner desuden en sokkelsten fra Viborg Domkirke, som ligeledes har ringkædemotivet. Uden for Danmark kendes ringkæden på Isle af Man, her ses motivet på en gravsten tillagt stenmesteren Gaut. Flere steder findes kæder, som kommer i nærheden af ringkæden, men endnu er der ikke skabt nogen forbindelse mellem disse forekomster.
Ringkædens udbredelse i Danmark knytter sig til området omkring Viborg. Fontene og de øvrige stenskulpturer dateres til 1100-tallet og har formodentlig ikke tilknytning til augustinerklostrene, f.eks. er der endnu ikke fundet nogen ringkæde i forbindelse med Dalby Kirke i Skåne. Men en mulig forbindelse kunne der være til ordenskapitlet i Viborg som ret tidligt i 1100-tallet blev organiseret efter augustinerordenens regler. Om ringkæden skal markere kirker, der hører under Viborg domkapitel, eller der er en symbolsk betydning, er der endnu ingen forklaring på. Gravstenen på Isle of Man dateres til 900-tallet og tillægges en nordisk indvandret stenmester. Aachen-reglerne blev formuleret i 816 og tanken om en symbolik for disse regler kan være opstået på den tid og være udført på en gravsten på Isle of Man. Ved Skærum Kirke i Vendsyssel ligger en gravsten med ringkædemotivet, stenen er ret nedslidt, men i stærkt sidelys eller med et tyndt lag finsne, ser man ringkædemotivet. Hvorfor ringkædemotivet dukker op lige her er endnu et uløst spørgsmål.

## Eksterne kilder og henvisninger
- Wikimedia Commons har flere filer relateret til Tvilum Kirke
- Tvilum Kirke hos KortTilKirken.dk
- Tvilum Kirke hos danmarkskirker.natmus.dk (Danmarks Kirker, Nationalmuseet)
- Tvilum Ladegaardskirke hos danmarkskirker.natmus.dk (Danmarks Kirker, Nationalmuseet)
- Tvilum Kirke Arkiveret 31. januar 2011 hos  Wayback Machine hos nordenskirker.dk efter oplysninger fra fra bogen Tvilum kirke – restaureringer og udgravninger 1985-95(ISBN 87-88016-52-8), bogen er købt i kirken. Artiklerne i bogen er skrevet af Christian Fischer, Hans Krongaard Kristensen, Bent Meyer, Henrik Græbe, Mette Kristine Jensen og Knud Bjerring.